# Stadio Lokomotiv (Černihiv)
Lo Stadio Lokomotiv è un impianto sportivo di Černihiv, in Ucraina.

## Storia
Lo stadio si trova vicino al territorio della Stazione di Černihiv, e nelle vicinanze si trovano anche il complesso sportivo Khimik e lo stadio Tekstilshchik. C'è una "tribuna" in una fila di sei o sette panchine di legno, dove i giovani locali si ritrovano la sera davanti a birra e semi di girasole. Nel 2016 è stato adottato un piano di ricostruzione. Nel 2017, la città di Černihiv voleva ricostruire lo stadio del Lokomotiv e prevedeva di spendere 14 milioni di grivna dal bilancio della città per la ricostruzione dello stadio del Lokomotiv.  Nel 2017, il sindaco Vladyslav Atrošenko, a sua volta, ha annunciato un progetto per la ricostruzione dello stadio Lokomotiv in via Zhabinsky. Il suo costo è di almeno 70 milioni di grivna. Ha detto che la città ha già tre stadi, il principale dei quali è Stadio Jurij Gagarin. Il secondo è lo stadio Yunost e il terzo è privato, la Černihiv Arena. Lo stadio ha sofferto durante le battaglie per Černihiv nel febbraio-aprile 2022. In particolare, la recinzione dello stadio dopo i bombardamenti degli occupanti russi e le tribune sono state danneggiate.

## Galleria d'immagini

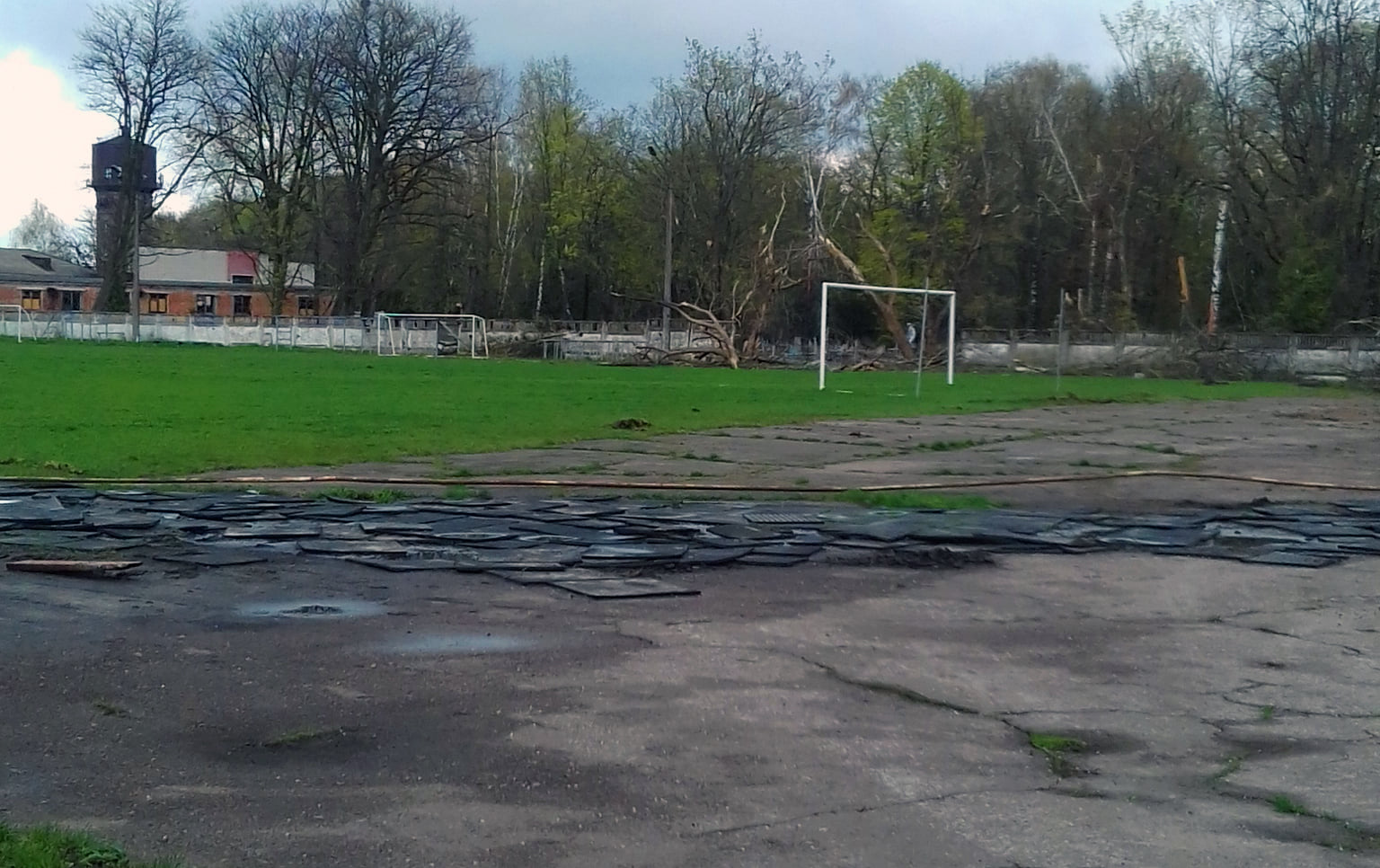
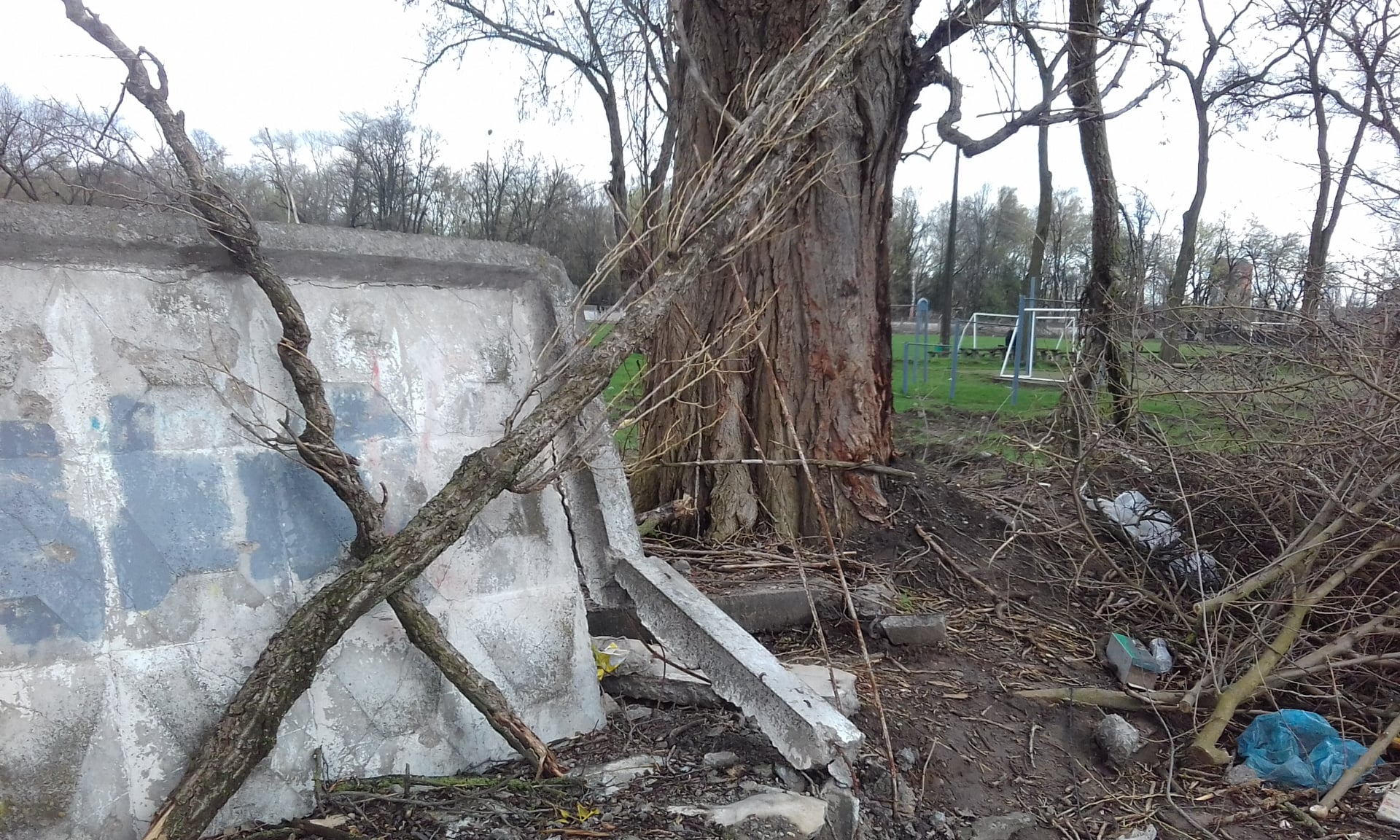